# Línea 50 (Media Distancia)
La línea 50 de Media Distancia es un servicio regional de ferrocarril convencional. Conocida popularmente como Valencia-Castellón de la Plana-Vinaroz-Tortosa, es una de las 7 líneas de media distancia de la Comunidad Valenciana, explotada por Renfe Operadora. Su trayecto habitual circula entre Valencia y Tortosa. Anteriormente era denominada como línea L7.

## Recorrido
La duración aproximada del trayecto es de 1 hora entre Valencia y Castellón de la Plana, y de 2 horas y 30 minutos en los servicios entre el trayecto de Valencia y Tortosa.